# Breitenheim
Breitenheim település Németországban, Rajna-vidék-Pfalz tartományban. Lakosainak száma 388 fő (2023. december 31.).

## Népesség
A település népességének változása:
| Lakosok száma | 455  | 394  | 374  | 389  | 402  | 388  |
|               | 1975 | 2017 | 2019 | 2021 | 2022 | 2023 |